# Тагір Ях'я
Тагір Ях'я ат-Тікріті (араб. طاهر يحيى; 1913—1986) — іракський військовик, державний і політичний діяч, двічі обіймав посаду голови уряду країни.

## Життєпис
Вищу освіту здобував у Багдадському військово-штабному коледжі.
1955 року обійняв посаду командира 20-ї бригади. Після революції 1958 року став генеральним директором управління безпеки та поліції. Після спроби державного перевороту проти Абдель Керіма Касема потрапив у немилість. 1963 року, після захоплення влади баасистами та вбивства Касема обійняв посаду начальника штабу армії й здобув військове звання генерал-лейтенанта. На тій посаді марно намагався придушити курдське повстання. Того ж року президент Абдул Салам Ареф несподівано призначив його віце-прем'єром і міністром оборони, а невдовзі — головою уряду й міністром оборони Іраку. Він видав розпорядження про розпуск партії Баас і вступив до створеного за аналогією з Єгиптом Арабського соціалістичного союзу. Він також ініціював повернення до парламентської демократії, скасування воєнного стану та розпуску Ради революційного командування. Були амністовані курдські лідери й активні баасисти (в тому числі й Саддам Хусейн). Однак 1965 року війна в Курдистані спалахнула з новою силою й іракські війська не змогли придушити повстанців.
В галузі економіки кабінет Ях'я ухвалив рішення про націоналізацію кількох страхових компаній, банків і великих ливарних підприємств. Водночас проводилась активна об'єднувальна політика з Єгиптом, в межах якої навіть єгипетські державні гімн і герб були прийняті в Іраку як державні символи. Однак 1965 року, за два місяці після того як Ях'я вступив у конфлікт з прибічниками Насера в уряді, він був відправлений у відставку.
1967 року після низки внутрішньополітичних невдач і поразки арабів у Шестиденній війні Ях'я знову очолив так званий «уряд військового порятунку». У той період Ірак розірвав дипломатичні відносини зі США та Великою Британією. Згодом уряд був звинувачений частиною військового істеблішменту в корупції, за прем'єром закріпилось прізвисько «багдадського злодія». У квітні тринадцять відставних офіцерів, серед яких двоє були колишніми прем'єр-міністрами, а ще п'ять баасистами, подали Арефу меморандум, вимагаючи відставки прем'єр-міністра Тагіра Ях'я, започаткування Законодавчих зборів і формування нового уряду. Однак президент Абдель Рахман Ареф проігнорував той демарш. У липні 1968 року в країні відбувся безкровний переворот, владу захопила партія Баас. Відомості про подальшу долю політика є суперечливими.